# Bezirksgericht Thalgau

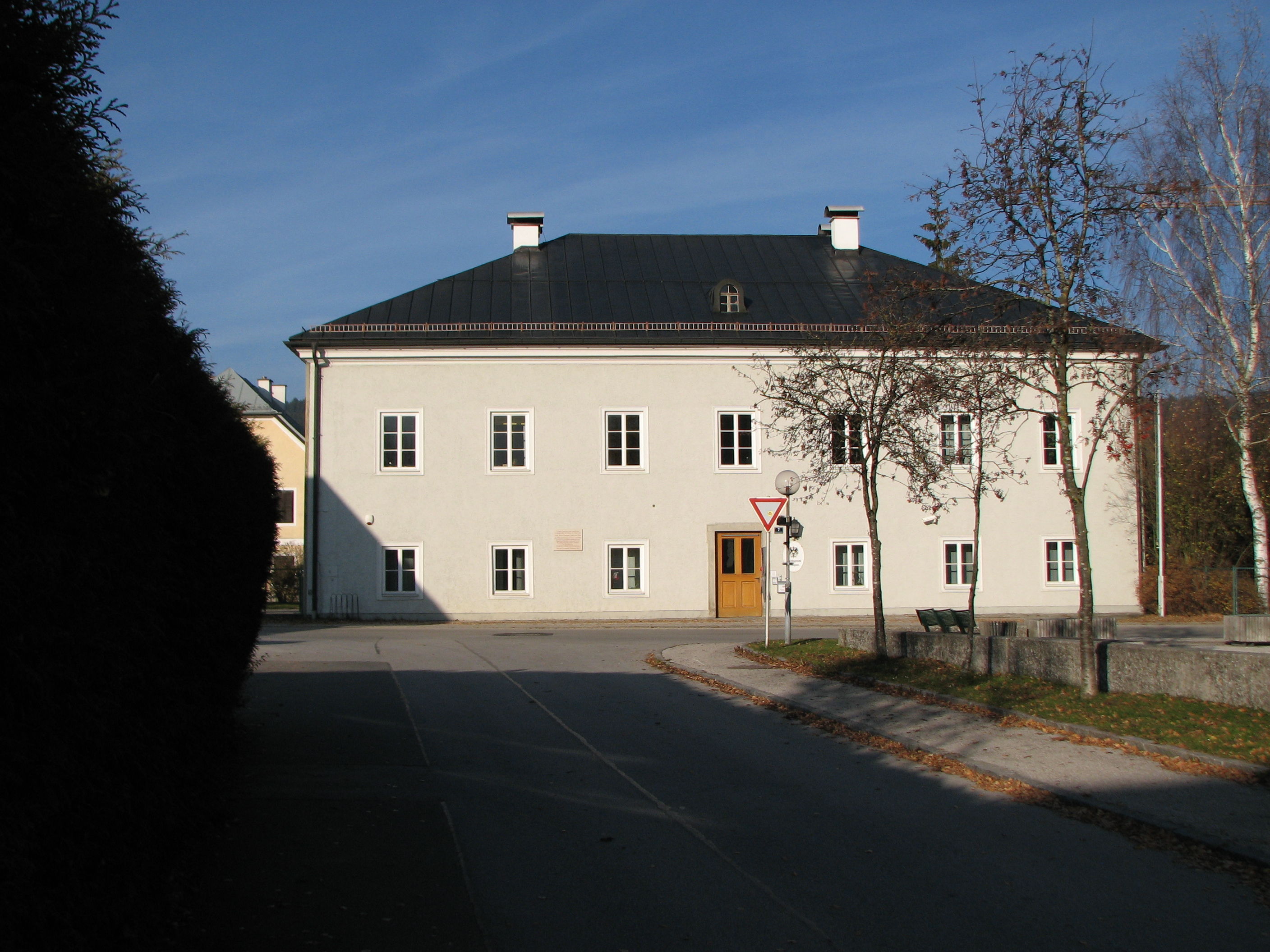
Gebäude des Bezirksgerichts Thalgau

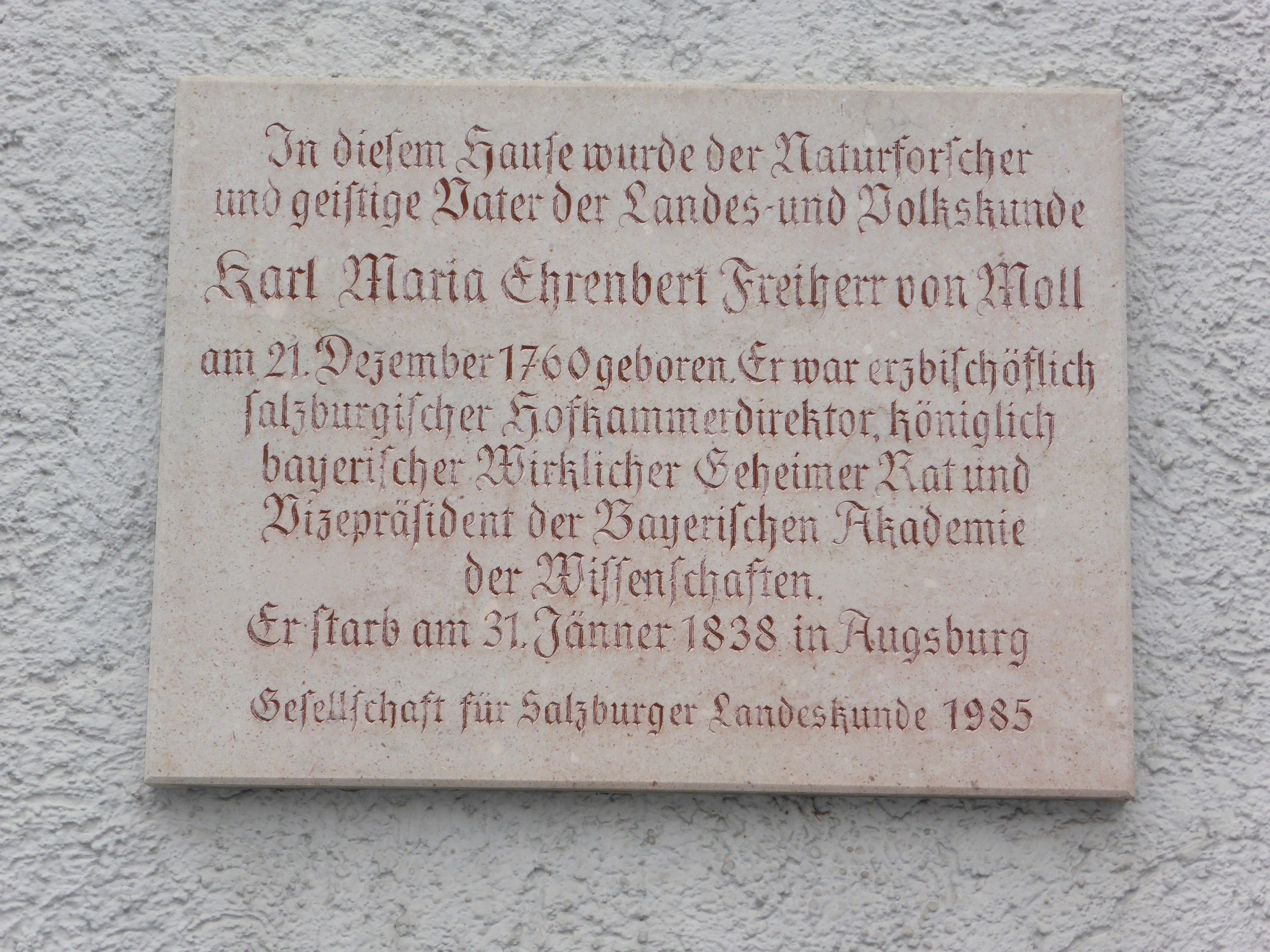
Gedenktafel für Karl Ehrenbert von Moll

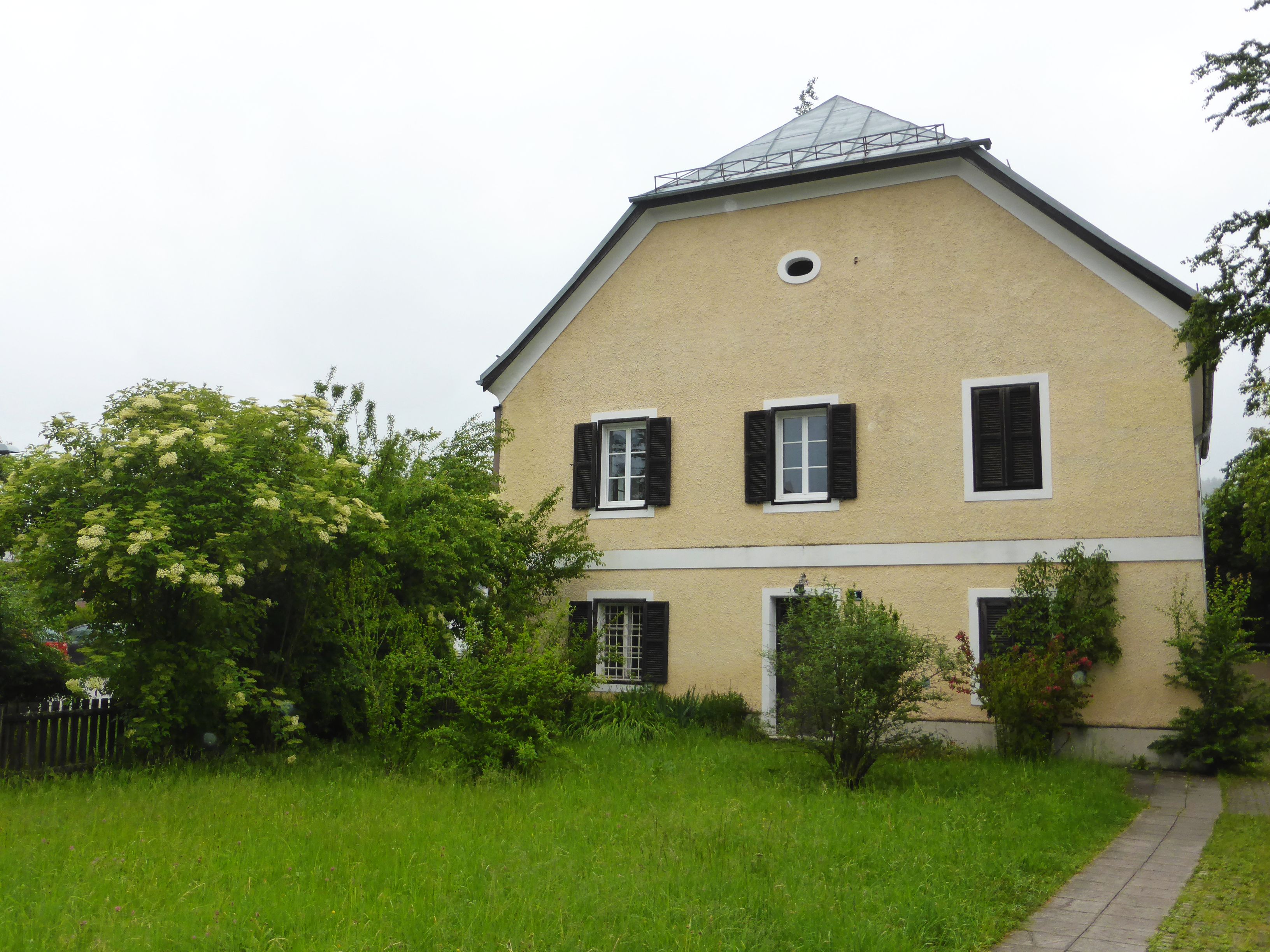
Bezirksgericht: Gebäude der ehemaligen Fronfeste

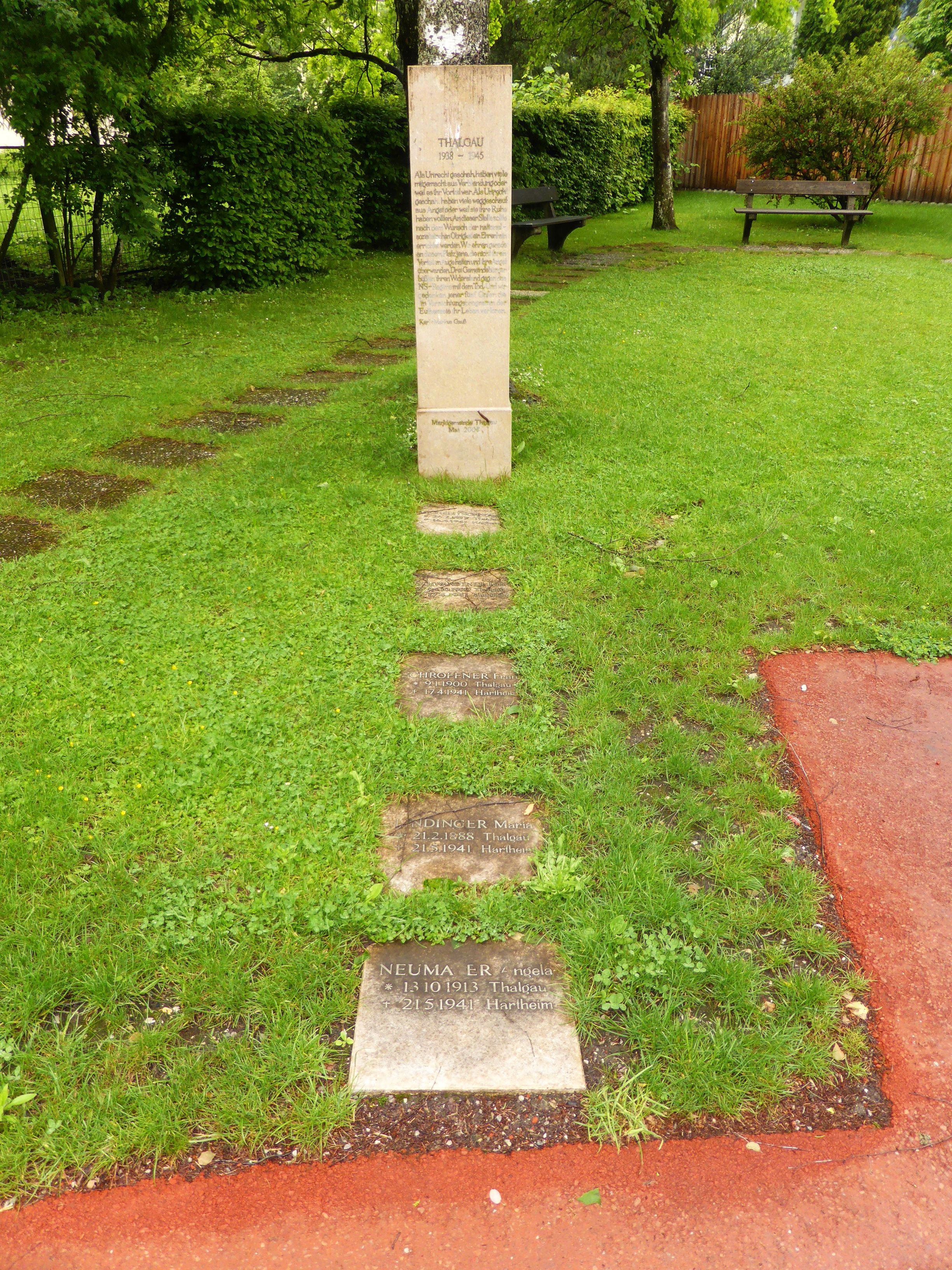
Mahnmal für die Opfer des Nationalsozialismus

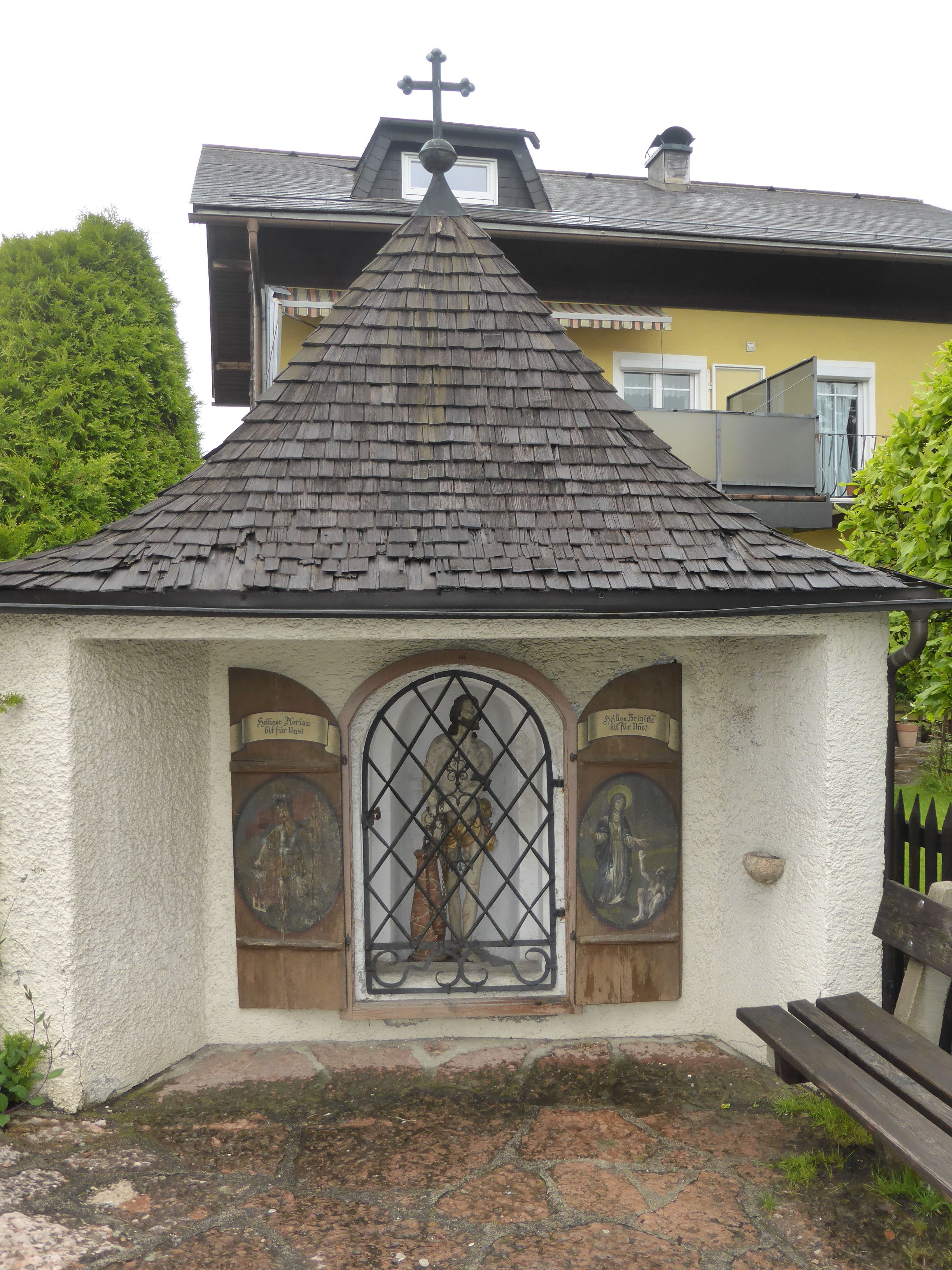
Gerichtskapelle Thalgau

Das Bezirksgericht Thalgau war ein Bezirksgericht in der Ortschaft Thalgau im Bezirk Salzburg-Umgebung (Wartenfelserstraße 7). Es stand dem Gerichtsbezirk Thalgau vor.

## Geschichte
Die erste Gerichtsbarkeit in der Gegend um Thalgau übte der Erbauer der Burg Wartenfels, Konrad von Kahlham, aus. Ein Pfleggericht in Thalgau scheint es bereits im 13. Jahrhundert gegeben zu haben, denn bereits 1282 wird ein Ulrich von Thalgau genannt; dieser ist am 26. Dezember 1288 als Richter zu Thalgau mit seinem Sohn Zeuge bei der Übergabe der Hedwig von Pabenschwandt und ihren Kindern an die Salzburger Kirche durch die Kalhamer. Ein eigenes Gerichtsgebäude kann man im 16. Jahrhundert feststellen (das man ain New Gepew allhie angefangen, Mitteilung von 1563), 1576/77 wurde dann das Gerichtsdienerhaus mit einem Gefängnis errichtet. 1731 meldet der Pfleger Franz Anton Moll, dass das Haus nicht mehr bewohnbar sei. Zwar wurde 1750 das Dach nochmals eingedeckt, aber 1755 beschloss man unter Fürsterzbischof Sigismund von Schrattenbach einen Neubau an anderer Stelle, da der bisherige Platz zwischen zwei Bächen lag, die es bei Hochwasser oft beschädigten.
Das bis 2023 verwendete Gerichtsgebäude geht auf das Jahr 1755 zurück. Zwar wurden damals mehrere Bauentwürfe vorgelegt (Barockgebäude mit Walmdach und reich gegliederter Fassade und Dachgauben von Kassian Singer), die aber nicht zur Ausführung gelangten. Gleichzeitig mit der neuen Pfleg wurde ein neues Meierhaus mit Stall und Holzlege errichtet, 1756 wurden noch zwei Altane angebaut. Der damalige Pfleger Gottfried von Moll war mit der Tochter des Hofkanzlers Hieronymus Nikolaus Anton Cristani von Rall verehelicht. In dem Haus wurden seine beiden Söhne Siegismund und Karl Ehrenbert von Moll geboren. Um 1830 wird unmittelbar neben dem Gericht die sogenannte Fronfeste, das ehemalige Gefangenenhaus, errichtet. An der Fronfeste finden sich noch heute die vergitterten Fenster der ehemaligen Gefängniszellen. Beide Gebäude stehen heute als Amts- und Wohngebäude in Verwendung.
Mit der 1850 erfolgten Wiedererrichtung des Landes Salzburg wurde auch das Pfleggerichtsgebäude in Thalgau, das sich damals im Besitz des k.k. Ärars befand, umgestaltet. 1919 ging es an den Österreichischen Bundesschatz, 1940 an die Deutsche Reichs-Justizverwaltung und 1948 an die Republik Österreich. Das Gericht ist für Straf- und Zivilsachen in erster Instanz der Flachgauer Gemeinden Faistenau, Hintersee, Hof und Thalgau zuständig. Der Gerichtssprengel wurde am 1. Jänner 2003 um den Sprengel des ehemaligen Gerichtsbezirks St. Gilgen und um einige Gemeinden des Gerichtsbezirks Salzburg (Ebenau, Eugendorf, Koppl und Plainfeld) erweitert.
Der Gerichtsbezirk wurde 2023 aufgelöst.

## Das Gerichtsgebäude
Das Gerichtsgebäude ist zweigeschoßig und weist eine einfache kubische Form mit einem Walmdach auf. Im Inneren haben sich Gewölbe mit Stichkappentonnen erhalten; eine solche Ausstattung besitzt auch der jetzige Verhandlungssaal im nordöstlichen Teil des Erdgeschoßes. Am Anfang der Stiege ist ein starkes schmiedeeisernes Gitter mit einer Lünette, in der sich die Jahreszahl 1832 befindet. Die Räume im Obergeschoß besitzen Hohlkehlengesimse. Das Gebäude wurde 1984 bzw. 2000 generalsaniert.
An der Fassade des Gebäudes erinnert eine Gedenktafel Karl Ehrenbert von Moll, errichtet 1984 von der Gesellschaft für Salzburger Landeskunde. Im ehemaligen Gerichtspark des Bezirksgerichtes befindet sich eine Gedenksäule für Opfer des Nationalsozialismus. Zu dem Bezirksgericht gehört auch eine Gerichtskapelle.